# Distrito electoral de Schuyler (condado de Colfax, Nebraska)
Schuyler (en inglés: Schuyler Precinct) es un distrito electoral ubicado en el condado de Colfax en el estado estadounidense de Nebraska. En el Censo de 2010 tenía una población de 402 habitantes y una densidad poblacional de 5 personas por km².

## Geografía
Schuyler se encuentra ubicado en las coordenadas 41°26′25″N 97°5′6″O / 41.44028, -97.08500. Según la Oficina del Censo de los Estados Unidos, Schuyler tiene una superficie total de 80.45 km², de la cual 76.29 km² corresponden a tierra firme y (5.17%) 4.16 km² es agua.

## Demografía
Según el censo de 2010, había 402 personas residiendo en Schuyler. La densidad de población era de 5 hab./km². De los 402 habitantes, Schuyler estaba compuesto por el 83.33% blancos, el 1.24% eran afroamericanos, el 0.25% eran amerindios, el 1.24% eran asiáticos, el 0% eran isleños del Pacífico, el 13.43% eran de otras razas y el 0.5% pertenecían a dos o más razas. Del total de la población el 26.37% eran hispanos o latinos de cualquier raza.